# Thomas Buitink
Thomas Buitink (Nijkerk, 14 giugno 2000) è un calciatore olandese, attaccante del PEC Zwolle.

## Carriera

### Club

#### Vitesse e vari prestiti
Cresciuto nelle giovanili del Vitesse, ha esordito l'11 febbraio 2018 in occasione del match vinto 3-1 contro il Feyenoord.
Il 30 marzo 2019 realizza la sua prima tripletta nel match valido per la 27ª giornata di Eredivisie pareggiato 3-3 sul campo del ADO Den Haag.
Il 22 Gennaio 2021 passa in prestito al Pec Zwolle,fino al termine della stagione,dove colleziona 9 presenze con 2 goal.
La stagione 2021-2022 resta al Vitesse da protagonista trovando parecchio spazio in campo e segnando 5 goal totali nella sua stagione al rientro dal prestito.
Dopo aver recuperato dall'infortunio del legamento crociato che lo ha tenuto ai box per metà stagione,nel Gennaio 2023 passa in prestito al Fortuna Sittard dove gioca 13 gare senza riuscire ad incidere.
La stagione 2023-2024 gioca nel Vitesse trovando spazio soprattutto come subentrato, in 13 presenze realizza 1 goal e 3 assist.

#### PEC Zwolle
Il 5 Luglio 2024 diventa ufficiale il suo trasferimento al Pec Zwolle,dopo esser svincolato dal Vitesse,firma un contratto fino al 30 Giugno 2027.

### Nazionale
Ha giocato numerose partite con le varie nazionali giovanili olandesi.

## Statistiche

### Presenze e reti nei club
Statistiche aggiornate al 17 aprile 2018.
| Stagione        | Squadra         | Campionato      | Campionato | Campionato | Coppe nazionali | Coppe nazionali | Coppe nazionali | Coppe continentali | Coppe continentali | Coppe continentali | Altre coppe | Altre coppe | Altre coppe | Totale | Totale | Totale |
| Stagione        | Squadra         | Comp            | Pres       | Reti       | Comp            | Pres            | Reti            | Comp               | Pres               | Reti               | Comp        | Pres        | Reti        | Pres   | Reti   |        |
| --------------- | --------------- | --------------- | ---------- | ---------- | --------------- | --------------- | --------------- | ------------------ | ------------------ | ------------------ | ----------- | ----------- | ----------- | ------ | ------ | ------ |
| 2017-2018       | Vitesse         | E               | 4          | 0          | CO              | 0               | 0               |                    | -                  | -                  |             | -           | -           | 4      | 0      |        |
| 2018-2019       | Vitesse         | E               | 21         | 7          | CO              | 2               | 1               |                    | -                  | -                  |             | -           | -           | 23     | 8      |        |
| 2019-2020       | Vitesse         | E               | 17         | 0          | CO              | 3               | 1               |                    | -                  | -                  |             | -           | -           | 20     | 1      |        |
| 2020-gen. 2021  | Vitesse         | E               | 14         | 1          | CO              | 2               | 1               |                    | -                  | -                  |             | -           | -           | 16     | 2      |        |
| gen.-giu. 2021  | PEC Zwolle      | E               | 9          | 2          | CO              | 0               | 0               |                    | -                  | -                  |             | -           | -           | 9      | 2      |        |
| 2021-2022       | Vitesse         | E               | 28+3       | 2+1        | CO              | 3               | 0               | UECL               | 9                  | 2                  |             | -           | -           | 43     | 5      |        |
| Totale Vitesse  | Totale Vitesse  | Totale Vitesse  | 88         | 11         |                 | 10              | 3               |                    | 9                  | 2                  |             | -           | -           | 107    | 16     |        |
| Totale Carriera | Totale Carriera | Totale Carriera | 97         | 13         |                 | 10              | 3               |                    | 9                  | 2                  |             | -           | -           | 116    | 18     |        |